# (18317) 1981 EM41
A (18317) 1981 EM41 a Naprendszer kisbolygóövében található aszteroida. Schelte J. Bus fedezte fel 1981. március 2-án.